# Лунд, Вальдемар
Вальдемар Лунн Йенсен (дат. Valdemar Lund Jensen; род. 28 мая 2003, Sundby, Копенгаген) — датский футболист, защитник клуба «Молде».

## Клубная карьера
Лунд — воспитанник клубов «Сандби Болдклаб», «Тарнби» и «Копенгаген». 31 октября 2021 года в матче против «Вайле» он дебютировал в датской Суперлиги в составе последнего. В своём дебютном сезоне игрок помог клубу выиграть чемпионат. 12 августа 2022 года в поединке против «Раннерс» Вальдемар забил свой первый гол за «Копенгаген». 

## Достижения
Командные
«Копенгаген»
- Победитель датской Суперлиги (2): 2021/2022, 2022/2023
- Обладатель Кубка Дании: 2022/23